# Fairplay (Colorado)
Fairplay è una città degli Stati Uniti d'America, situata nella Contea di Park, della quale è capoluogo, nello Stato del Colorado. La città di Fairplay fu ufficialmente riconosciuta nel 1872.
FairPlay è conosciuta per aver ispirato la serie televisiva South Park.
Nel 2000 la popolazione era censita in 610 abitanti.

## Storia
Originariamente un insediamento di cercatori d'oro e minatori, la città venne fondata nel 1859 durante i primi giorni della corsa all'oro di Pike's Peak. 
La città ebbe il nome dai coloni, stupiti dalle generose offerte fatte ai primi cercatori e promesse di un maggiormente equo sistema per i suoi residenti.